# Teichstein
Der Teichstein (auch Großer Teichstein) ist ein 412,5 m ü. NHN hoher Tafelberg in der rechtselbischen Sächsischen Schweiz.

## Geographie
Der Teichstein befindet sich in der Hinteren Sächsischen Schweiz, nördlich der Thorwalder Wände, westlich des Großen Pohlshorns (378,8 m) auf dem Gebiet der Stadt Sebnitz. Er liegt östlich des Großen Zschands und nördlich des Zeughauses. Dem Teichstein auf seiner Südwestseite vorgelagert sind mit dem Teichsteinwächter und der Teichsteinnadel zwei zum Klettergebiet Sächsische Schweiz gehörende Klettergipfel.

## Wandern und Aussicht
Vom Zeughaus aus kommend führt an der Wegkreuzung Flügel E/Dreisteigensteig ein ausgeschilderter Pfad links hoch auf den Teichstein.
Vom Gipfel hat man einen Ausblick auf den Großen Winterberg, den Kanstein und weitere linkselbische Tafelberge.

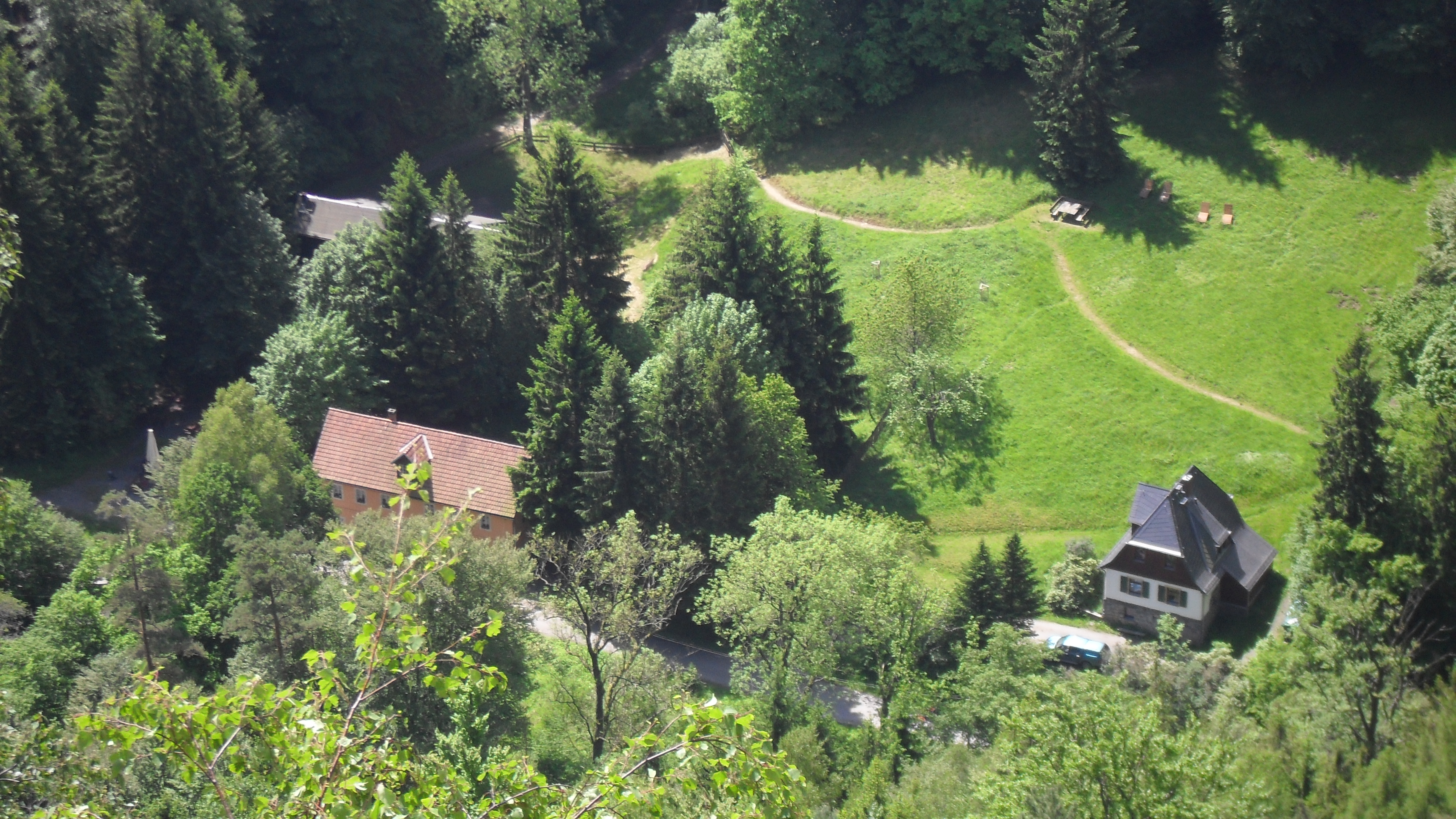
Aussicht vom Teichstein